# Søren Skov
Søren Skov (Nyborg, 21 februari 1954) is een Deens voormalig voetballer.

## Spelerscarrière
Skov maakte zijn profdebuut bij Nyborg BK uit zijn thuisstad in 1971. Drie jaar later speelde hij enkele wedstrijden bij Odense BK. Hij vertrok vervolgens naar het Duitse FC St. Pauli in de 2. Bundesliga. In zijn eerste seizoen werd St. Pauli nog veertiende, maar in het daaropvolgende seizoen werd hij kampioen en promoveerde dus naar de Bundesliga. Skov speelde geen wedstrijden in de Bundesliga, omdat hij in 1977 naar Cercle Brugge vertrok. Cercle degradeerde in dat seizoen. Hij bleef Cercle trouw en hielp de club om in het seizoen daarna direct terug te promoveren. In 1982, na 5 jaar bij Cercle, vertrok Skov naar de US Avellino, uitkomend in de Serie A. In 1983 verhuisde Skov weer naar Berlijn, naar Hertha BSC in de 2. Bundesliga. Skov beëindigde zijn carrière in Zwitserland, bij FC Winterthur en FC St. Gallen.

## Interlandcarrière
Skov vertegenwoordigde Denemarken op onder 19- en onder 21-niveau. In zijn tijd bij Cercle Brugge viel Skov echter ook op bij de Deense bondscoach Sepp Piontek. Skov maakte zijn debuut voor Denemarken in de in 1–1 geëindigde interland tegen Zweden op 5 mei 1982, net als John Sivebæk (Vejle BK) en Flemming Christensen (Lyngby BK). Skov speelde daarna nog twee interlands voor zijn vaderland.
| Interlands van Søren Skov voor Denemarken | Interlands van Søren Skov voor Denemarken | Interlands van Søren Skov voor Denemarken | Interlands van Søren Skov voor Denemarken | Interlands van Søren Skov voor Denemarken | Interlands van Søren Skov voor Denemarken |
| No.                                       | Datum                                     | Wedstrijd                                 | Uitslag                                   | Competitie                                |                                           |
| Als speler van Cercle Brugge              | Als speler van Cercle Brugge              | Als speler van Cercle Brugge              | Als speler van Cercle Brugge              | Als speler van Cercle Brugge              | Als speler van Cercle Brugge              |
| ----------------------------------------- | ----------------------------------------- | ----------------------------------------- | ----------------------------------------- | ----------------------------------------- | ----------------------------------------- |
| 1                                         | 5 mei 1982                                | Denemarken – Zweden                       | 1–1                                       | Vriendschappelijk                         |                                           |
| 2                                         | 19 mei 1982                               | Oostenrijk – Denemarken                   | 1–0                                       | Vriendschappelijk                         |                                           |
| 3                                         | 27 mei 1982                               | Denemarken – België                       | 1–0                                       | Vriendschappelijk                         |                                           |

## Erelijst
St. Pauli
- 2. Bundesliga

1976/77
 Cercle Brugge
- Tweede Klasse

1978/79